# Director del FBI
El director del FBI (en inglés Director of the Federal Bureau of Investigation) es el puesto que se encuentra a la cabeza de la estructura organizativa del FBI. Desde su comienzo el 1908, el FBI y su antecesora han sido conducidas bajo esta manera. El título inicial de "Jefe" (Chief), fue cambiado por "director" a partir de William Flynn (1919-1921).
Tras la destitución de su cargo de James Comey quedó Andrew G. McCabe, ejerciendo como director en funciones, hasta que Christopher A. Wray fue confirmado como Director en agosto de 2017.El 19 de enero de 2025, un día antes de que Trump jurase nuevamente como presidente, Wray renunció como director. El presidente Trump designó como nuevo director a Kash Patel, en espera de la aprobación del Congreso, el agente especial Brian Driscoll fue nombrado director interino.

## Nombramiento
El director es designado por el presidente de los Estados Unidos y confirmado por el Senado.  El 15 de octubre de 1976, como reacción a la longitud extraordinaria de 48 años del mandato de J. Edgar Hoover, el Congreso aprobó la Ley Pública 94-503, que limita el director del FBI, a un solo mandato no más largo de 10 años, a no ser que renuncien, mueran, o sean destituidos.
De hecho, en la práctica, desde Hoover, ninguno de ellos ha servido el total de diez años, a excepción del mandato de Mueller de doce años con la autorización del Congreso. Desde el 1920 el director reportaba al fiscal general, pero a partir del 2004 pasó a reportar al jefe de la Intelligence Nacional, quien a su vez informa al presidente de los Estados Unidos.

## Lista de ocupantes del cargo
Partidos políticos:

     Demócrata 
     Republicano
     Independiente
Estado:

     Interino

### Jefes y directores del BOI (1908-1935)
Cuando se creó el Buró de Investigaciones (Bureau of Investigation, BOI) en 1908, su jefe se llamaba jefe del Buró de Investigaciones. Se cambió a director del Buró de Investigaciones durante el mandato de William J. Flynn (1919-1921) y a su nombre actual cuando el BOI pasó a llamarse FBI en 1935.
| No. | Imagen                            | Nombre | Nombre                    | Inicio                | Término               | Duración         | Presidente(s) | Presidente(s)                  |
| 1   |                                   |        | Stanley Finch             | 26 de julio de 1908   | 30 de abril de 1912   | 3 años, 279 días |               | Theodore Roosevelt (1901-1909) |
| 1   | William Howard Taft (1909-1913)   |        | Stanley Finch             | 26 de julio de 1908   | 30 de abril de 1912   | 3 años, 279 días |               |                                |
| 2   |                                   |        | A. Bruce Bielaski         | 30 de abril de 1912   | 10 de febrero de 1919 | 6 años, 286 días |               |                                |
| 2   | Woodrow Wilson (1913-1921)        |        | A. Bruce Bielaski         | 30 de abril de 1912   | 10 de febrero de 1919 | 6 años, 286 días |               |                                |
| –   |                                   |        | William E. Allen Interino | 10 de febrero de 1919 | 30 de junio de 1919   | 140 días         |               |                                |
| 3   |                                   |        | William J. Flynn          | 1 de julio de 1919    | 21 de agosto de 1921  | 2 años, 51 días  |               |                                |
| 3   | Warren G. Harding (1921-1923)     |        | William J. Flynn          | 1 de julio de 1919    | 21 de agosto de 1921  | 2 años, 51 días  |               |                                |
| 4   |                                   |        | William J. Burns          | 22 de agosto de 1921  | 10 de mayo de 1924    | 2 años, 262 días |               |                                |
| 4   | Calvin Coolidge (1923-1929)       |        | William J. Burns          | 22 de agosto de 1921  | 10 de mayo de 1924    | 2 años, 262 días |               |                                |
| 5   |                                   |        | J. Edgar Hoover           | 10 de mayo de 1924    | 30 de junio de 1935   | 11 años, 51 días |               |                                |
| 5   | Herbert Hoover (1929-1933)        |        | J. Edgar Hoover           | 10 de mayo de 1924    | 30 de junio de 1935   | 11 años, 51 días |               |                                |
| 5   | Franklin D. Roosevelt (1933-1945) |        | J. Edgar Hoover           | 10 de mayo de 1924    | 30 de junio de 1935   | 11 años, 51 días |               |                                |

### Directores del FBI (1935-presente)
El FBI se convirtió en un servicio independiente dentro del Departamento de Justicia en 1935. Ese mismo año, su nombre fue cambiado oficialmente al actual Buró Federal de Investigaciones (Federal Bureau of Investigation, FBI), y J. Edgar Hoover recibió el título actual de Director del FBI. Desde 1972, el Senado de los Estados Unidos tiene que confirmar la nominación de un funcionario permanente. Frank Johnson había sido nominado por Jimmy Carter en 1977, pero se retiró por razones de salud.
| No. | Imagen                           | Nombre | Nombre                     | Inicio                  | Término                 | Duración          | Presidente(s) | Presidente(s)                     |
| 1   |                                  |        | J. Edgar Hoover            | 1 de julio de 1935      | 2 de mayo de 1972       | 36 años, 306 días |               | Franklin D. Roosevelt (1933-1945) |
| 1   | Harry S. Truman (1945-1953)      |        | J. Edgar Hoover            | 1 de julio de 1935      | 2 de mayo de 1972       | 36 años, 306 días |               |                                   |
| 1   | Dwight D. Eisenhower (1953-1961) |        | J. Edgar Hoover            | 1 de julio de 1935      | 2 de mayo de 1972       | 36 años, 306 días |               |                                   |
| 1   | John F. Kennedy (1961-1963)      |        | J. Edgar Hoover            | 1 de julio de 1935      | 2 de mayo de 1972       | 36 años, 306 días |               |                                   |
| 1   | Lyndon B. Johnson (1963-1969)    |        | J. Edgar Hoover            | 1 de julio de 1935      | 2 de mayo de 1972       | 36 años, 306 días |               |                                   |
| 1   | Richard Nixon (1969-1974)        |        | J. Edgar Hoover            | 1 de julio de 1935      | 2 de mayo de 1972       | 36 años, 306 días |               |                                   |
| –   |                                  |        | Clyde Tolson Interino      | 2 de mayo de 1972       | 3 de mayo de 1972       | 1 día             |               |                                   |
| –   |                                  |        | L. Patrick Gray Interino   | 3 de mayo de 1972       | 27 de abril de 1973     | 359 días          |               |                                   |
| –   |                                  |        | Bill Ruckelshaus Interino  | 30 de abril de 1973     | 9 de julio de 1973      | 70 días           |               |                                   |
| 2   |                                  |        | Clarence M. Kelley         | 9 de julio de 1973      | 15 de febrero de 1978   | 4 años, 221 días  |               |                                   |
| 2   | Gerald Ford (1974-1977)          |        | Clarence M. Kelley         | 9 de julio de 1973      | 15 de febrero de 1978   | 4 años, 221 días  |               |                                   |
| 2   | Jimmy Carter (1977-1981)         |        | Clarence M. Kelley         | 9 de julio de 1973      | 15 de febrero de 1978   | 4 años, 221 días  |               |                                   |
| –   |                                  |        | James B. Adams Interino    | 15 de febrero de 1978   | 23 de febrero de 1978   | 8 días            |               |                                   |
| 3   |                                  |        | Bill Webster               | 23 de febrero de 1978   | 25 de mayo de 1987      | 9 años, 91 días   |               |                                   |
| 3   | Ronald Reagan (1981-1989)        |        | Bill Webster               | 23 de febrero de 1978   | 25 de mayo de 1987      | 9 años, 91 días   |               |                                   |
| –   |                                  |        | John E. Otto Interino      | 25 de mayo de 1987      | 2 de noviembre de 1987  | 160 días          |               |                                   |
| 4   |                                  |        | William S. Sessions        | 2 de noviembre de 1987  | 19 de julio de 1993     | 5 años, 259 días  |               |                                   |
| 4   | George H. W. Bush (1989-1993)    |        | William S. Sessions        | 2 de noviembre de 1987  | 19 de julio de 1993     | 5 años, 259 días  |               |                                   |
| 4   | Bill Clinton (1993-2001)         |        | William S. Sessions        | 2 de noviembre de 1987  | 19 de julio de 1993     | 5 años, 259 días  |               |                                   |
| –   |                                  |        | Floyd I. Clarke Interino   | 19 de julio de 1993     | 1 de septiembre de 1993 | 44 días           |               |                                   |
| 5   |                                  |        | Louis Freeh                | 1 de septiembre de 1993 | 25 de junio de 2001     | 7 años, 297 días  |               |                                   |
| 5   | George W. Bush (2001-2009)       |        | Louis Freeh                | 1 de septiembre de 1993 | 25 de junio de 2001     | 7 años, 297 días  |               |                                   |
| –   |                                  |        | Thomas J. Pickard Interino | 25 de junio de 2001     | 4 de septiembre de 2001 | 71 días           |               |                                   |
| 6   |                                  |        | Robert Mueller             | 4 de septiembre de 2001 | 4 de septiembre de 2013 | 12 años, 0 días   |               |                                   |
| 6   | Barack Obama (2009-2017)         |        | Robert Mueller             | 4 de septiembre de 2001 | 4 de septiembre de 2013 | 12 años, 0 días   |               |                                   |
| 7   |                                  |        | James Comey                | 4 de septiembre de 2013 | 9 de mayo de 2017       | 3 años, 247 días  |               |                                   |
| 7   | Donald Trump (2017-2021)         |        | James Comey                | 4 de septiembre de 2013 | 9 de mayo de 2017       | 3 años, 247 días  |               |                                   |
| –   |                                  |        | Andrew McCabe Interino     | 9 de mayo de 2017       | 2 de agosto de 2017     | 85 días           |               |                                   |
| 8   |                                  |        | Christopher A. Wray        | 2 de agosto de 2017     | 19 de enero de 2025     | 7 años, 171 días  |               |                                   |
| 8   | Joe Biden (2021-2025)            |        | Christopher A. Wray        | 2 de agosto de 2017     | 19 de enero de 2025     | 7 años, 171 días  |               |                                   |
| –   |                                  |        | Paul Abbate Interino       | 19 de enero de 2025     | 20 de enero de 2025     | 1 día             |               |                                   |
| –   |                                  |        | Brian Driscoll Interino    | 20 de enero de 2025     | 21 de febrero de 2025   | 32 días           |               | Donald Trump (2025-actualidad)    |
| 9   |                                  |        | Kash Patel                 | 21 de febrero de 2025   | Actualidad              | 64 días           |               | Donald Trump (2025-actualidad)    |